# Chenoise
Chenoise är en kommun i departementet Seine-et-Marne i regionen Île-de-France i norra Frankrike. Kommunen ligger i kantonen Provins som tillhör arrondissementet Provins. År 2015 hade Chenoise 1 365 invånare.

## Befolkningsutveckling
Antalet invånare i kommunen Chenoise
| Referens: INSEE |